# Úlcera de Marjolin
La úlcera de Marjolin hace referencia a la aparición de un carcinoma de células escamosas ulcerado sobre un área previamente lesionada, crónicamente inflamada o con cicatrices.: 737   Generalmente se presenta en el contexto de heridas crónicas que incluyen daño por quemadura, venas varicosas, úlceras venosas, úlceras de osteomielitis, y cicatrices consecuencia de la radioterapia.
Se conocen así por el cirujano francés, Jean-Nicolas Marjolin, que fue el primero en describir la patología en 1828.  El término fue acuñado más tarde  por J C De Costa.

## Presentación
Presenta un crecimiento lento, sin dolor (debido a que la úlcera normalmente no se asocia con tejido nervioso), y ausencia de extensión linfática debido a la destrucción local de los canales linfáticos.

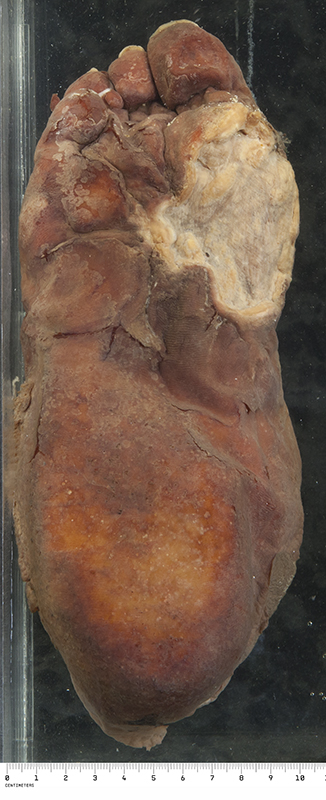
Espécimen de museo de una úlcera de Marjolin en la planta de un pie.

El proceso se inserta sobre un área previamente lesionada, con inflamación crónica o bien con cicatrices anteriores. Las condiciones previas, por tanto son variadas como úlcera venosa  crónica, fractura expuesta, o quemadura.

## Histología
Histológicamente, el tumor es un carcinoma de célula escamosas bien diferenciado. Este carcinoma tiene una naturaleza agresiva, se extiende localmente y se asocia a mal pronóstico. Tiene un índice de metástasis del  18-38%. Un 40% aparece en extremidades inferiores y el cambio maligno es normalmente indoloro. Este cambio maligno de la herida ocurre mucho tiempo después del trauma inicial, normalmente 10–25 años más tarde. El borde está evertido y no siempre sobreelevado. Los análisis transcripcionales más recientes sugieren que la inhibición crónica del reemplazo de la matriz extracelular y la transición del epitelio a mesénquima en las cicatrices descuidadas podría dar lugar a esta patología.

## Diagnóstico
La biopsia incisional es el método favorecido para el diagnóstico.  Las muestras de tejido se deben obtener tanto del centro como del borde de la lesión, ya que el centro ulcerado puede ser necrótico.

## Tratamiento
El tratamiento es normalmente quirúrgico, con escisión amplia de la lesión; típicamente con un 1 cm de margen alrededor de la lesión.